# كفر ديرب بقطارس
قرية كفر ديرب بقطارس هي إحدى القرى التابعة لمركز أجا في محافظة الدقهلية في جمهورية مصر العربية. حسب إحصاءات سنة 2006، بلغ إجمالي السكان في كفر ديرب بقطارس 1593 نسمة، منهم 800 رجل و793 امرأة.

## التاريخ
قرية كفر ديرب بقطارس من القرى القديمة، حيث وردت باسم «المشعلية» في أعمال المرتاحية ضمن قرى الروك الصلاحي التي أحصاها ابن مماتي في كتاب قوانين الدواوين، كما وردت باسم «المشعلية» في أعمال الدقهلية والمرتاحية ضمن قرى الروك الناصري التي أحصاها ابن الجيعان في كتاب «التحفة السنية بأسماء البلاد المصرية». وفي العصر العثماني وردت باسم «المشعلية» في التربيع العثماني الذي أجراه الوالي العثماني سليمان باشا الخادم في عصر السلطان العثماني سليمان القانوني ضمن قرى ولاية الدقهلية، وفي تاريخ 1228هـ/1813م الذي عدّ قرى مصر بعد المسح الذي قام به محمد علي باشا باسم «المشعلية» ضمن قرى مديرية الدقهلية. في سنة 1259هـ/1843م، تغير اسمها إلى كفر ديرب بقطارس.